# Канцеровка
Ка́нцеровка (рос. Канцеровка) — село у складі Александровського району Оренбурзької області, Росія.

## Населення
Населення — 56 осіб (2010; 172 у 2002).
Національний склад (станом на 2002 рік):
- росіяни — 49 %